# Leica Geosystems
Leica Geosystems AG er en schweizisk producent af systemer til landmåling og geografisk opmåling (geomatik). Produkterne inkluderer GPS-systemer og laserafstandsmålere. Virksomheden blev etableret i 1921 under navnet Wild Heerbrugg. Siden 2005 har det været et datterselskab til Hexagon AB.